# Dick Oatts

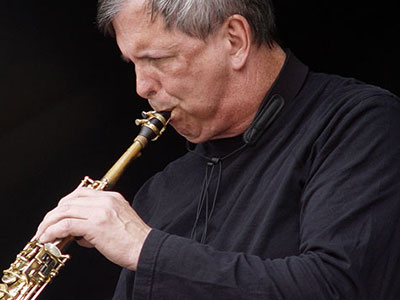
Dick Oatts

Richard Dennis Oatts (Des Moines, 2 april 1953) is een Amerikaanse multi-instrumentalist, componist en pedagoog in de jazz. Hij speelt saxofoon (tenor-, alt- en sopraansaxofoon), klarinet, fluit, piano en keyboard.

## Biografie
Oatts, een zoon van de saxofonist Jack Oatts, studeerde een jaar aan Drake University , daarna verhuisde hij naar Minneapolis om (in 1972) een loopbaan in de muziek te beginnen. In 1977 werd hij in New York lid van het Thad Jones/Mel Lewis Orchestra, een bigband die later het Vanguard Jazz Orchestra werd, en speelde daar tenor. Naast zijn werk in de band, speelde hij op maandagavonden met Jones en Lewis in de Village Vanguard, tevens toerde hij met hen in Europa. Oatts stapte in de band uiteindelijk over op de altsaxofoon, maar hij speelt nog steeds met het Vanguard Jazz Orchestra, op maandag in de Village Vanguard.
In de jaren 70 en 80 werkte hij tevens in de bands van Bob Brookmeyer (1981-1984), Al Porcino, Ray Mantilla (1982-1986), Bill Mays en Teo Macero. Vanaf 1986 speelde hij, naast o.m. Gerry Dial, in een van de laatste groepen van Red Rodney. Met Dial begon hij later een kwartet dat nog steeds actief is: de groep nam een reeks albums op, voor het platenlabel SteepleChase Records. In de jaren 80 en 90 speelde hij tevens in de cross over-jazzgroep,  Flim & the BB's, een band met Jimmy 'Flim' Johnson, Bill Berg en Billy Barber.
Naast zijn eigen albums (als leider en co-leader), is hij te horen op meer dan honderd albums van anderen. Hij was sideman voor o.m. Joe Henderson, Jerry Bergonzi, Eddie Gómez en bijvoorbeeld Joe Lovano. Hij speelde veel mee op albums van Steeplechase. Oatts begeleidde Joe Williams, Sarah Vaughan, Mel Tormé en Ella Fitzgerald.
In 1989 ging Oatts lesgeven aan Manhattan School of Music. Hij was artist in residence aan het conservatorium in Amsterdam. In 2006 werd hij professor en artistic director aan de jazzafdeling van Temple University in Philadelphia.

## Discografie

### Als leider of co-leader
- 1990: Dial and Oatts (DMP) met Garry Dial
- 1990: Brassworks (DMP) met Garry Dial
- 1997: All of Three (Steeplechase)
- 1999: Standard Issue Vol. 1 (Steeplechase)
- 2000: Simone's Dance (Steeplechase)
- 2000: Standard Issue Vol. 2 (Steeplechase)
- 2000: Meru (Steeplechase) met het Dave Santoro Quartet
- 2001: South Paw (Steeplechase)
- 2006: Jam Session, Vol. 18 (Steeplechase) met Billy Drewes en Walt Weiskopf
- 2008: Gratitude (Steeplechase)
- 2009: Saxology (Steeplechase) met Jerry Bergonzi
- 2010: Two Hearts (Steeplechase)
- 2010: The Clouds Above (Audial) met Soren Moller
- 2011: Bridging the Gap (Planet Arts) met Terell Stafford
- 2011: Black Nile (Radiosnj) met Cameron Brown, Lorenzo Lombardo en Gary Versace
- 2012: Lookin' Up (Steeplechase)
- 2014: Sweet Nowhere (Steeplechase) met Harold Danko

### Als 'sideman'
met Thad Jones/Mel Lewis
- 1978: It Only Happens Every Time
- 1978: One More Time
- 1979: Naturally
- 1980: Bob Brookmeyer – Composer & Arranger
- 1981: Mellifuous
- 1981: Live in Montreux
- 1982: Make Me Smile & Other New Works by Bob Brookmeyer
- 1985: 20 Years at the Village Vanguard
- 1988: Live at the Village Vanguard
- 1988: Definitive Thad Jones, Vol. 2: Live from the Village Vanguard
- 1988: Soft Lights and Hot Music
- 1989: Lost Art
- 1991: To You: A Tribute to Mel Lewis
- 1993: Body and Soul
- 2008: Definitive Thad Jones: Live from the Village Vanguard

met Vanguard Jazz Orchestra
- 1997: Lickety Split: The Music of Jim McNeely
- 1999: Thad Jones Legacy
- 2002: Can I Persuade You
- 2004: The Way: Music of Slide Hampton
- 2007: Up From the Skies: Music of Jim McNeely
- 2008: Monday Night Live at the Village Vanguard
- 2011: Forever Lasting: Live in Tokyo

met Flim & the BB's
- 1982: Tricycle
- 1984: Tunnel
- 1985: Big Notes
- 1988: Further Adventures
- 1989: New Pants
- 1991: Vintage BB's

met Red Rodney
- 1986: No Turn On Red
- 1988: Red Snapper

met Ray Mantilla
- 1984: Hands of Fire
- 1988: Dark Powers
- 1986: Synergy

met Colors of Jazz
- 1991: From Hollywood
- 1991: For Tropical Nights
- 1991: For Sunday Morning
- 1991: From Dusk Till Dawn

met Everything but the Girl
- 1991: Worldwide
- 1992: Acoustic
- 2013: The Language of Life

met Armen Donelian
- 1988: Secrets
- 1990: Wayfarer

met Susannah McCorkle
- 1993: From Bessie to Brazil
- 1994: From Broadway to Bebop
- 1999: From Broken Hearts to Blue Skies
- 2000: Hearts and Minds

met Joe Lovano
- 1995: Rush Hour
- 1996: Celebrating Sinatra
- 2002: Viva Caruso

met Nnenna Freelon
- 1998: Maiden Voyage
- 1994: Listen

met Ted Rosenthal
- 1992: Images of Monk
- 2003: Expressions

met Eddie Gómez
- 1988: Power Play
- 2008: Street Smart

met Gary Smulyan
- 1993: Saxophone Mosaic
- 2009: High Noon: The Jazz Soul of Frankie Laine

met anderen
- 1981: Through a Looking Glass – Bob Brookmeyer
- 1983: Impressions of Charles Mingus – Teo Macero
- 1987: Initial Thrill – Kenia
- 1989: Kaleidoscope – Bill Mays
- 1989: Code Red – Code Red
- 1989: Wilderness – Bob Thompson
- 1991: So Intense – Lisa Fischer
- 1991: The Road Not Taken – Stefan Karlsson
- 1991: Ricky Peterson – Smile Blue
- 1992: Still in Love With You – Meli'sa Morgan
- 1992: Awakening – Bud Shank
- 1992: The Moment – Yoshio Suzuki
- 1992: Uh–Oh – David Byrne
- 1992: Play–cation – Allen Farnham
- 1992: Dial & Oatts Play Cole Porter – Garry Dial
- 1993: View From Manhattan – Hendrik Meurkens
- 1994: Heatin' System – Jack McDuff
- 1994: Bite of the Apple – Peter Delano
- 1995: This is Christmas – Luther Vandross
- 1995: Manhattan Moods – Mary Stallings
- 1995: Annette Lowman – Annette Lowman
- 1995: I Was Born In Love With You – Denise Jannah
- 1996: Portraits of Cuba – Paquito D'Rivera
- 1996: Big Band – Joe Henderson
- 1997: Ruben Gomez – Rubén Gómez
- 1997: This Is Living! – Tom Talbert Orchestra
- 1998: Tropic Heat – Dave Valentin
- 1999: Souvenir – Ricky Peterson
- 2001: Group Therapy – Jim McNeely
- 2002: Leaving Home – David Berkman
- 2002: Pasajes – Jim Brock
- 2003: New Beginnings – Terell Stafford
- 2004: Start Here... Finish There – David Berkman
- 2004: Mean What You Say – Temple University Jazz Band
- 2005: Echoes in the Night – Earl MacDonald
- 2006: Oatts & Perry – Harold Danko
- 2004: Let Yourself Go – Judi Silvano
- 2006: Many Places – Gary Versace
- 2007: Truth Is – Steve Million
- 2007: Taking a Chance on Love – Simone Kopmaje
- 2008: Runnin' in the Meadow – Michael Deacon
- 2009: Walking on Air – Linda Baker
- 2010: Oatts and Perry, Vol. 2 – Harold Danko
- 2010: Homage – Stockholm Jazz Orchestra
- 2010: Canopus – JazzNord Ensemble
- 2011: At This Time – Norman David
- 2011: Don't Look Back – Jane Stuart
- 2011: Jazzing Vol. 3 – Sant Andreu Jazz Band
- 2011: Legacy – Gerald Wilson Orchestra
- 2014: We See Stars – Jim Olsen Ensemble
- 2014: Intersecting Lines – Jerry Bergonzi
- 2015: Jazzing Vol. 5 – Sant Andreu Jazz Band

- Bibsys: 5017568
- Biblioteca Nacional de España: XX5410552
- Bibliothèque nationale de France: cb13931891b (data)
- Gemeinsame Normdatei: 134698282
- International Standard Name Identifier: 0000 0000 5514 4301
- Library of Congress Control Number: n91116255
- MusicBrainz: 4eedd82d-56cd-4829-b38e-e98968aaae78
- Nationale Bibliotheek van Israël: 987007339663305171
- Virtual International Authority File: 49411226
- WorldCat: E39PBJg8H443txMhHbqxpQ3bBP